# Kento Dodate
Kento Dodate (japanisch 土館 賢人 Dodate Kento; * 23. August 1992 in der Präfektur Kanagawa) ist ein japanischer Fußballspieler.

## Karriere
Dodate erlernte das Fußballspielen in der Schulmannschaft der Shonan Institute of Technology High School und der Universitätsmannschaft der Kanto-Gakuin-Universität. Seinen ersten Vertrag unterschrieb er 2016 bei Grulla Morioka. Der Verein spielte in der dritthöchsten Liga des Landes, der J3 League. Für den Verein absolvierte er neun Ligaspiele. 2018 wechselte er zum Ligakonkurrenten YSCC Yokohama.